# Барбара (фильм, 2012)
«Барбара» (нем. Barbara) — кинофильм режиссёра Кристиана Петцольда, вышедший на экраны в 2012 году .

## Сюжет
Лето 1980 года. Барбара, молодая женщина-врач, хочет покинуть родную страну. Но, как только она подает документы на выезд из ГДР, её в наказание отправляют работать в глухую провинцию.
И теперь Йорг, её возлюбленный, живущий на Западе, готовит для неё побег.
За Барбарой постоянно и демонстративно следят сотрудники Штази. Она живёт замкнуто. Ни новое жилище, ни соседи, ни городок, ни лето наконец — ничто не имеет для неё значения.
Только на работе, общаясь со своими пациентами, она оттаивает, но от коллег держится в стороне. Все её мысли устремлены в будущее — там начнется её настоящая жизнь. Постепенно что-то начинает происходить между Барбарой и главврачом Андре. Он полностью доверяет ей как профессионалу, он доброжелателен и заботлив. Это приводит Барбару в замешательство. Он следит за ней? Или любит её? День, назначенный для побега, все ближе, а Барбара начинает терять контроль — над собой, над своими планами, над своими чувствами…

## В ролях
| Актёр            | Роль       |
| ---------------- | ---------- |
| Нина Хосс        | Барбара    |
| Рональд Церфельд | Андре      |
| Ясна Фрици Бауэр | Стелла     |
| Райнер Бок       | Клаус Шютц |
| Марк Вашке       | Йорг       |
| Кристина Хекке   | Карин      |
| Янник Шюман      | Марио      |

## Награды
- 2012 — Приз «Серебряный медведь» за режиссуру и приз газеты Berliner Morgenpost на Берлинском кинофестивале[4][5].
- 2012 — три номинации на премию Европейской киноакадемии: лучший фильм (Кристиан Петцольд, Флориан Кёрнер фон Густорф, Михаэль Вебер), лучшая актриса (Нина Хосс), приз зрительских симпатий (Кристиан Петцольд).
- 2012 — премия Deutscher Filmpreis за лучший фильм (Флориан Кёрнер фон Густорф, Михаэль Вебер), а также 7 номинаций: лучший режиссёр (Кристиан Петцольд), лучший актёр (Рональд Церфельд), лучший сценарий (Кристиан Петцольд), лучшая операторская работа (Ханс Фромм), лучший художник по костюмам (Анетте Гутер), лучший монтаж (Беттина Бёлер), лучший звук.
- 2012 — Топ-5 лучших фильмов на иностранном языке по версии Национального совета кинокритиков США.

## Даты премьер
- 11 февраля 2012 — Германия (Международный Берлинский кинофестиваль)
- 12 апреля 2012 — Аргентина (Международный кинофестиваль независимого кино в Буэнос-Айресе)
- 5 июля 2012 — Чехия (Международный кинофестиваль в Карловых Варах)
- 10 августа 2012 — Швеция
- 16 августа 2012 — Россия
- 17 августа 2012 — Финляндия
- 12 сентября 2012 — Бельгия
- 13 сентября 2012 — Нидерланды
- 28 сентября 2012 — Великобритания
- 28 сентября 2012 — Ирландия
- 28 сентября 2012 — Норвегия
- 29 ноября 2012 — Дания